# Elisa López Velasco
Elisa López Velasco   (Mollina, 19 de febrer de 1884 - c. 1936) fou una mestra i pedagoga espanyola.

## Carrera professional
Va estudiar Magisteri a Sevilla i al 1910 va aprovar les oposicions. Va ser mestra a Villablanca i a Sanlúcar de Barrameda (Huelva). Més tard, el curs 1918-1919 es va traslladar a Madrid per especialitzar-se en l'ensenyament de pàrvuls. Allotjada a la Residencia de Señoritas, va treballar en el centre que la Junta per a l'Ampliació d'Estudis acabava de crear, el Instituto Escuela. I després, de 1920 a 1935 va formar part del grup de mestres que, juntament amb Ángel Llorca, van fer possible l'experiència innovadora del Grup Escolar Cervantes, un projecte educatiu basat en la pràctica de la Institución Libre de Enseñanza en una escola del Ministeri d'Instrucció Pública, destinada a posar en joc assajos pedagògics. Al 1921 va adquirir experiència internacional, en un viatge per diversos centres de França i Bèlgica, acompanyada d'un grup de mestres i inspectores de primer ensenyament. Al 1925 va tornar a Europa, al Congrés Internacional d'Educació Nova, celebrat a Heidelberg, que es complementà amb el curs d'estiu a l'Institut Jean-Jacques Rousseau de Ginebra i amb diverses visites a «escoles noves» d'Àustria, Itàlia, Bèlgica i França. També va col·laborar amb les Missions Pedagògiques impartint cursos de dibuix per a mestres.
Va ser la primera dona que va formar part de l'executiva de FETE-UGT (1931). Va publicar diversos articles a la revista de la ILE. Fou una dona preocupada per l'educació en general, però molt especialment per la de la dona adulta i per l'ensenyament del dibuix, i va publicar l'obra La práctica del dibujo en la escuela primaria, amb l'objectiu d'encaixar la didàctica del dibuix dins dels principis de l'Escola Activa, una obra Publicada en quatre volums per l'editorial Espasa Calpe (Madrid, 1933).